# Giovanni Bettini
Giovanni Bettini (Sondrio, 10 marzo 1938 – Sondrio, 10 febbraio 2023) è stato un politico e architetto italiano.

## Biografia
Nel 1968 si laureò presso la Facoltà di Architettura al Politecnico di Milano.
Nel corso della sua carriera accademica fu docente in Urbanistica presso la Facoltà di Architettura del Politecnico di Milano, inoltre insegnò in corsi di perfezionamento presso l'università di Bergamo sulla tematica “Acqua e paesaggio” e tenne seminari presso l'Università di Grenoble.
Fece parte dell’Istituto Nazionale di Urbanistica e fu membro del Comitato Scientifico del Parco Nazionale dello Stelvio e del Comitato Scientifico di IREALP. Tra i fondatori in Valtellina di Legambiente, fu membro Comitato scientifico nazionale della stessa associazione. Realizzò documentazioni e analisi sulle trasformazioni del paesaggio valtellinese.
Fu eletto alla Camera dei Deputati nel 1979 con il Partito Comunista Italiano, nella Circoscrizione Como-Sondrio-Varese, restando a Montecitorio per tutta la VIII Legislatura che si concluse nel 1983.